# ナンシー久美
ナンシー久美（ - くみ、本名：金子 久美子（かねこ くみこ）、1960年12月30日 - ）は、 神奈川県横浜市出身の日本の元女子プロレスラー。B型。

## 来歴
1976年5月、後楽園ホールにて全日本女子プロレスデビュー（昭和51年組）し、ビクトリア富士美をパートナーとしたタッグチーム『ゴールデン・ペア』として、第68代WWWA世界タッグ王座を獲得。その後も「レッド・フェニックス」のリーダーや「アマゾネス軍団」として活躍。「スタイル、ルックスの良さは抜群」と報じられることが多かった。
1977年、シングルレコード「夢見るナンシー」を発表。そのジャケット写真ではいつもはボーイッシュな姿が多いナンシー久美が乙女チックな世界観で表現されており、男性ファンが熱狂した。1979年10月17日、川崎球場大会にてファビュラス・ムーラが持つNWA王座に挑戦したが、試合終盤のレフェリーに対する暴行で反則負け。1983年1月4日、後楽園ホール大会にて引退試合と引退式を行い全日本女子プロレスを引退。
1986年、ジャパン女子プロレスに参加し現役復帰。ジャッキー佐藤、風間ルミ、神取しのぶと四天王として活躍。1987年7月27日、大田区体育館での試合を最後に現役を引退。
1993年清心館入門。現在は清心館空手道総本部付指導員（三段）として活躍中。2000年代に入ると、ブル中野が経営する飲食店「中野のぶるちゃん」にゲストとして招かれるなど、健在な姿を見せている。

## タイトル歴
- 第67代WWWA世界タッグ（パートナーはジャッキー佐藤）
- 第68代WWWA世界タッグ（パートナーはビクトリア富士美）
- 第71代WWWA世界タッグ（パートナーはルーシー加山）
- 第73代WWWA世界タッグ（パートナーは堀あゆみ）

## レコード
- 「夢見るナンシー」(作詞：千家和也、作曲：菊池俊輔、編曲：高田弘）（1977年8月1日）オリコン最高位94位
- 「ソーダ水の向こうに」(作詞作曲：小泉まさみ、編曲：馬飼野俊一）（1978年5月、ナンシー久美&ビクトリア富士美の「ゴールデン・ペア」名義）
- 「ミステリー・ラヴ」(作詞：さがらよしあき、作曲編曲：村上弘明）（1979年4月、ゴールデン・ペア名義）
- 「アマゾネス女王」(作詞：高田ひろお、作曲：鈴木邦彦、編曲：高田弘）（1981年）